# John Taylor Gilman
John Taylor Gilman, född 19 december 1753 i Exeter i New Hampshire, död 1 september 1828 i Exeter i New Hampshire, var en amerikansk federalistisk politiker. Han var guvernör i delstaten New Hampshire 1794-1805 och 1813-1816. Han var bror till senator Nicholas Gilman.
Gilman fick 1776 äran att läsa USA:s självständighetsförklaring till folket i Exeter, New Hampshire. Delstaten New Hampshire fick sin kopia av självständighetsförklaringen två veckor efter att den hade offentliggjorts annanstans.
Gilman deltog i amerikanska revolutionen som en minuteman. Han var ledamot av New Hampshire House of Representatives, underhuset i delstatens lagstiftande församling, 1779 och 1781. Han var sedan ledamot av kontinentala kongressen 1782-1783.
Gilman valdes 1794 till guvernör och han vann omval årligen tio gånger. Han förlorade sedan  1805 års guvernörsval mot demokrat-republikanen John Langdon. Han förlorade ytterligare tre guvernörsval innan han 1813 igen vann. Han omvaldes den gången två gånger innan han lämnade politiken helt och hållet. Hans grav finns på Exeter Cemetery i Exeter.